# Homoroselaps
Genre
Homoroselaps est un genre de serpents de la famille des Lamprophiidae. 

## Répartition
Les espèces de ce genre se rencontrent en Afrique du Sud et en Eswatini.

## Description
Ce sont des serpents venimeux.

## Liste d'espèces
Selon The Reptile Database (2 déc. 2011) :
- Homoroselaps dorsalis (Smith, 1849)
- Homoroselaps lacteus (Linnaeus, 1758)

## Taxinomie
Ce genre fut un temps placé dans les Elapidae.

## Publication originale
- Jan, 1858 : Plan d'une iconographie descriptive des ophidiens et description sommaire de nouvelles espèces de serpents. Revue et Magasin de Zoologie Pure et Appliquée, Paris, ser. 2, vol. 10, p. 438-449 & 514-527 (texte intégral).